# Xandrames latiferaria
Xandrames latiferaria là một loài bướm đêm trong họ Geometridae.